# Заваров Олександр Анатолійович
Олександр Анатолійович Зава́ров (* 26 квітня 1961, Луганськ, УРСР) — радянський та український футболіст і тренер. Колишній півзахисник «Динамо» (Київ) та збірної СРСР. Віце-чемпіон Європи 1988, володар Кубка Кубків 1985–86 та Кубка УЄФА 1989–90.

## Життєпис

### «Зоря» та СКА (до 1983)
Народився 26 квітня 1961 року у Луганську. Вихованець ворошиловградської (луганської) дитячо-юнацької школи олімпійського резерву «Зоря». Перший тренер — Борис Васильович Фомичев. З ранніх ігор вирізнявся серед однолітків філігранними і нестандартними прийомами та імпровізацією на полі. Разом з місцевою СДЮШОР двічі доходив до фіналу всеукраїнського турніру «Шкіряний м'яч» (обидва рази задовольнявся лише «сріблом»).
Талановитого хлопця у 1977 помітив Йожеф Сабо — наставник «Зорі» й одразу запросив виступати за «дубль» команди. 27 квітня 1979 року дебютував за клуб у вищій лізі на тбіліському стадіоні «Динамо» у грі з «Динамо» (Тбілісі) У першому ж сезоні 18-річний юнак забив 7 голів. Заварова взяли до юніорської команди СРСР, яка того року виборола «срібло» на чемпіонаті світу у своїй віковій категорії, який відбувався у Японії. Разом з Олександром там починали свій шлях у великому футболі Віктор Чанов, Сергій Краковський, Віктор Янушевський, Ігор Пономарьов, Ігор Гуринович та Олег Таран. Команда виспупила успішно, поступившись тільки у фінальній грі Аргентині, за яку грали досить відомі Рамон Діас, Хуан Барбас та Дієґо Марадона.
Згодом були два роки «служби» у ростовському СКА, де талант Заварова не міг розкритися повністю через натдо жорстку дисципліну. Але клуб виступав непогано, виборовши Кубок СРСР у 1981 році. СКА грав проти московського «Спартака» і за кілька хвилин до закінчення основного часу рахунок не було відкрито. На 84 хв. Олександр Заваров після хитрого фінту дав пас Сергію Андрєєву і найкращий бомбардир ростовців тих років забив вирішальний гол. Команда здобула Кубок СРСР з футболу.
Наступний рік атакувальний півзахисник провів у «Зорі», яка переживала не найкращі часи — виступала у першій лізі. Він забив 10 голів у 30 іграх.

### «Динамо» (1983—1988)
У 1983 році перейшов до найсильнішого клубу України — «Динамо». Там він діяв як людина, яка зв'язувала гру середньої лінії та лінії нападу. Його патнерами у півзахисті були одні знайкращих футболістів СРСР — Василь Рац, Леонід Буряк та Павло Яковенко. Заваров показував віртуозну техніку та стабільну результативність і відразу став не лише футболістом основного складу, а й одним з ключових виконавців. Своїми точними пасами він постачав лінію атаки: Олега Блохіна, Вадима Євтушенка, Ігоря Бєланова.
7 серпня 1985 вперше вийшов на поле у складі збірної СРСР (СРСР — Румунія — 2:0). Цього року він вперше став чемпіоном СРСР. Наставник київського «Динамо» Валерій Лобановський створив колектив, що став основою збірної СРСР, яку Лобановський очолив напередодні чемпіонату світу 1986 у Мексиці.
У перші місяці 1986 року «Динамо» більшість сил зосередило на боротьбі у Кубку володарів кубків, де впевнено розгромило «Рапід» (Відень) (4:1 і 5:1) та празьку «Дуклу» (3:0 та 1:1). У фіналі, 2 травня 1986 року «Динамо» (Київ) розгромило «Атлетіко» (Мадрид) — 3:0. Рахунок відкрив Заваров — на 5 хв. він переправив головою м'яч у ворота після того як удар Бєланова відбив голкіпер.
На чемпіонат світу 1986 у Мексиці Олександр Заваров поїхав як один із гравців, кому місце у стартовому складі було гарантовано. Він зіграв у всіх 4 іграх та забив 1 м'яч. Коли цього року «Золотий м'яч» отримав «динамівець» Ігор Бєланов, Заваров поділив 7-8 місця з валлійцем Іаном Рашем («Ліверпуль»). Олександр Заваров входив до класифікації «Франс Футбол» ще 3 роки поспіль.
Після чудового виступу радянської збірної на чемпіонаті Європи 1988 року попит на футболістів з «Країни рад» дуже збільшився. Коли «перебудова» торкнулася й футболу і гравцям дозволили переходити до закордонних клубів, одним з перших поїхав Заваров. Туринський «Ювентус» заплатив за півзахисника «Динамо» 5 млн. доларів, а також передав киянам комфортабельний автобус із телевізором і кондиціонером та дві легкові машини для адміністрації клубу.

### «Ювентус» та Франція (1988—1999)

Олександр Заваров в складі «Ювентуса»

Заваров переїхав до італійського клубу у період, коли команду залишило багато ключових фігур: Захисники Ґаетано Ширеа, Антоніо Кабріні та відомий данський півзахисник Мікаель Лаудруп. Нелегко було перебудовуватися, коли завершив кар'єру Мішель Платіні — легендарний французький плеймейкер команди. Кожного півзахисника, у тому числі й Заварова уболівальники частково розглядали як можливу заміну видатному французові. Але радянський футболіст не забивав так багато голів як Платіні і керівництво клубу було не зовсім задоволене з новачка. Тренер команди Діно Дзофф поставив його на лівий бік півоборони звідки він мав подавати м'ячі нападникам: спочатку Алессандро Альтобеллі, згодом Сальваторе Скілаччі.
Серію «А» у кінці 1980-х і на поч. 90-х здомінували «Мілан», «Інтер», «Сампдорія» та «Наполі». «Ювентус» ж досяг успіху у Кубку УЄФА 1990, перегравши у фіналі (який складався з 2 ігор) «Фіорентину».
За порадою Мішеля Платіні, з яким Заваров познайомився у Турині, колишній гравець «Динамо» вирушив завершувати футбольну кар'єру до французької команди «Нансі», де свого часу починав свій футбольний шлях Мішель.
Після 5 сезонів гри за «Нансі» у найвищому та 2 дивізіонах, Олександр Заваров переходить до напівлюбительського «Сен-Дізьє», де перебував на посаді тренера-гравця.

### Клубна статистика. Чемпіонат та Кубок. 1979—1995
| Сезон             | Клуб                 | Ліга                 | Чемпіонат  | Чемпіонат | Чемпіонат | Кубок      | Кубок | Кубок | Всього | Всього |
| ----------------- | -------------------- | -------------------- | ---------- | --------- | --------- | ---------- | ----- | ----- | ------ | ------ |
| Сезон             | Клуб                 | Ліга                 | Місце      | Матчі     | Голи      | Місце      | Матчі | Голи  | Матчі  | Голи   |
| 1979              | «Зоря»               | Вища ліга            | 17         | 23        | 7         | 1/8        | —     | —     | 23     | 7      |
| 1980              | СКА (Ростов-на-Дону) | Вища ліга            | 9          | 34        | 6         | 1/8        | 5     | 1     | 39     | 7      |
| 1981              | СКА (Ростов-на-Дону) | Вища ліга            | 16         | 30        | 7         |            | 9     | 1     | 39     | 8      |
| 1982              | «Зоря»               | Перша ліга           | 6          | 30        | 10        | 1/16       | —     | —     | 30     | 9      |
| 1983              | «Динамо» (Київ)      | Вища ліга            | 7          | 29        | 8         | 1/4        | 1     | 0     | 30     | 8      |
| 1984              | «Динамо» (Київ)      | Вища ліга            | 10         | 24        | 6         | 1/8        | 2     | 2     | 26     | 8      |
| 1985              | «Динамо» (Київ)      | Вища ліга            |            | 31        | 9         | *          | 3     | 2     | 34     | 11     |
| 1986              | «Динамо» (Київ)      | Вища ліга            |            | 20        | 4         | 1/8*       | 2     | 0     | 232    | 4      |
| 1987              | «Динамо» (Київ)      | Вища ліга            | 6          | 14        | 5         | *          | 4     | 1     | 193    | 73     |
| 1988              | «Динамо» (Київ)      | Вища ліга            |            | 18        | 4         | 1/8*       | 2     | 2     | 20     | 6      |
| 1988-89           | «Динамо» (Київ)      | Вища ліга            | —          | —         | —         | 1/2*1      | 1     | 0     | 1      | 0      |
| 1988-89           | «Ювентус»            | Серія A              | 4          | 32        | 2         | 1/8        | 2     | 2     | 34     | 4      |
| 1989-90           | «Ювентус»            | Серія A              | 4          | 28        | 5         |            | 6     | 3     | 34     | 8      |
| 1990-91           | «Нансі»              | Д 1                  | 17         | 30        | 7         | 1/16       | 2     | 0     | 32     | 7      |
| 1991-92           | «Нансі»              | Д 1                  | 20         | 28        | 3         | 1/4        | 4     | 1     | 32     | 4      |
| 1992-93           | «Нансі»              | Д 2                  | 4          | 28        | 9         | 1/32       | —     | —     | 28     | 9      |
| 1993-94           | «Нансі»              | Д 2                  | 12         | 22        | 1         | 1/64       | —     | —     | 22     | 1      |
| 1994-95           | «Нансі»              | Д 2                  | 7          | 26        | 3         | 1/4        | 2     | 1     | 28     | 4      |
| ВСЬОГО            | «Зоря»               | «Зоря»               | 2 сезони   | 53        | 17        | —          | —     | —     | 53     | 17     |
| ВСЬОГО            | СКА (Ростов-на-Дону) | СКА (Ростов-на-Дону) | 2 сезони   | 64        | 13        | 2 старти   | 14    | 2     | 78     | 15     |
| ВСЬОГО            | «Динамо» (Київ)      | «Динамо» (Київ)      | 6 сезонів  | 136       | 36        | 7 стартів  | 15    | 7     | 153    | 44     |
| ВСЬОГО            | «Ювентус»            | «Ювентус»            | 2 сезони   | 60        | 7         | 2 старти   | 8     | 5     | 68     | 12     |
| ВСЬОГО            | «Нансі»              | «Нансі»              | 5 сезонів  | 134       | 23        | 2 старти   | 8     | 2     | 142    | 25     |
| ВСЬОГО за кар'єру | ВСЬОГО за кар'єру    | ВСЬОГО за кар'єру    | 17 сезонів | 447       | 96        | 14 стартів | 45    | 16    | 494    | 113    |

  * — у цих роках Кубок СРСР розігрувався по системі «осінь-весна». Згідно з цим і подані дані.
  1 — провів перший матч 1/16 фіналу сезону 1988-89 перед від'їздом до Італії. Динамо ж дійшло до півфіналу.
  2 — 11 квітня 1986 року в Києві відбувся матч на Кубок Сезону (аналог Суперкубку у багатьох країнах, коли чемпіон країни зустрічається у одному чи двох іграх з володарем кубку) між чемпіоном СРСР 1985 року — київським «Динамо» та тогорічним фіналістом Кубку — донецьким «Шахтарем». Основний та додатковий час матчу — 2:2, в серії пенальті «Динамо» перемогло — 3:1. Заваров відіграв усі 120 хвилин. Голів не забивав, у серії одинадцятиметрових участі не брав. Цей показник врахований тільки у колонці «Всього».
  3 — 25 вересня 1987 року в Києві узяв участь у матчі групи «Г» на Кубок Федерації футболу СРСР (аналог Кубку Ліги у Франції, Англії). «Динамо» зустрічалося з «Шахтарем» і перемогло — 3:2. Заваров повністю провів увесь матч, відкривши рахунок у грі. Ці показники враховані тільки у колонці «Всього».

## Єврокубки
Олександр Заваров провів 7 сезонів у клубних турнірах УЄФА: 4 — у складі київського «Динамо», 2 — «Ювентуса», і один сезон у формі СКА (Ростов-на-Дону), зігравши загалом 30 ігор, забивши 8 голів.
Найвищі досягнення — перемога у Кубку кубків 1985-86 та Кубку УЄФА 1989-90.

### Статистика виступів у єврокубках
| Сезон             | Клуб                 | Турнір          | Досягнення    | Матчі | Перемоги | Нічиї | Поразки | Голи |
| ----------------- | -------------------- | --------------- | ------------- | ----- | -------- | ----- | ------- | ---- |
| 1981-82           | СКА (Ростов-на-Дону) | Кубок кубків    | 1/8 фіналу    | 3     | 2        | 0     | 1       | 2    |
| 1982-83           | «Динамо» (Київ)      | Кубок чемпіонів | 1/4 фіналу    | 1     | 0        | 0     | 1       | 0    |
| 1983-84           | «Динамо» (Київ)      | Кубок УЄФА      | 1/32 фіналу   | 2     | 0        | 1     | 1       | 0    |
| 1985-86           | «Динамо» (Київ)      | Кубок кубків    |               | 8     | 5        | 2     | 1       | 5    |
| 1986              | «Динамо» (Київ)      | Суперкубок УЄФА | фіналіст      | 1     | 0        | 0     | 1       | 0    |
| 1986-87           | «Динамо» (Київ)      | Кубок чемпіонів | 1/2 фіналу    | 7     | 3        | 2     | 2       | -1*  |
| 1988-89           | «Ювентус»            | Кубок УЄФА      | 1/4 фіналу    | 1     | 1        | 0     | 0       | 0    |
| 1989-90           | «Ювентус»            | Кубок УЄФА      |               | 7     | 6        | 0     | 1       | 1    |
| ВСЬОГО за кар'єру | ВСЬОГО за кар'єру    | 7 євросезонів   | 7 євросезонів | 30    | 17       | 5     | 8       | 8    |

 * — автогол.

### Статистика по турнірам
| Турнір          | Сезони | Матчі | Перемоги | Нічиї | Поразки | Голи |
| --------------- | ------ | ----- | -------- | ----- | ------- | ---- |
| Кубок чемпіонів | 2      | 8     | 3        | 2     | 3       | -1   |
| Кубок кубків    | 2      | 11    | 7        | 2     | 2       | 7    |
| Кубок УЄФА      | 3      | 10    | 7        | 1     | 2       | 1    |
| Суперкубок УЄФА | 1      | 1     | 0        | 0     | 1       | 0    |

### Усі матчі та голи Олександра Заварова у єврокубках
(1) — перший матч; 

 (2) — матч-відповідь; 

 * — автогол.

## Виступи за збірну
Протягом кар'єри у збірній СССР, яка тривала 6 років, провів 41 матч, забив 6 голів.

### Статистика матчів за збірну
| Усі матчі та голи О. Заварова за збірну СРСР | Усі матчі та голи О. Заварова за збірну СРСР | Усі матчі та голи О. Заварова за збірну СРСР | Усі матчі та голи О. Заварова за збірну СРСР | Усі матчі та голи О. Заварова за збірну СРСР | Усі матчі та голи О. Заварова за збірну СРСР | Усі матчі та голи О. Заварова за збірну СРСР | Усі матчі та голи О. Заварова за збірну СРСР |
| №                                            | Дата                                         | Місто                                        | Турнір                                       | Суперник                                     | Рахунок                                      | Голи                                         | Інше                                         |
| -------------------------------------------- | -------------------------------------------- | -------------------------------------------- | -------------------------------------------- | -------------------------------------------- | -------------------------------------------- | -------------------------------------------- | -------------------------------------------- |
| 1                                            | 07-08-1985                                   | Москва                                       | Товариський                                  | Румунія                                      | 2:0                                          | —                                            | 56'                                          |
| 2                                            | 25-09-1985                                   | Москва                                       | Відбір ЧС-1986                               | Данія                                        | 1:0                                          | —                                            | 26'                                          |
| 3                                            | 16-10-1985                                   | Москва                                       | Відбір ЧС-1986                               | Ірландія                                     | 2:0                                          | —                                            | 84'                                          |
| 4                                            | 30-10-1985                                   | Москва                                       | Відбір ЧС-1986                               | Норвегія                                     | 1:0                                          | —                                            |                                              |
| 5                                            | 22-01-1986                                   | Лас-Пальмас                                  | Товариський                                  | Іспанія                                      | 0:2                                          | —                                            | 51'                                          |
| 6                                            | 19-02-1986                                   | Мехіко                                       | Товариський                                  | Мексика                                      | 0:1                                          | —                                            |                                              |
| 7                                            | 26-03-1986                                   | Тбілісі                                      | Товариський                                  | Англія                                       | 0:1                                          | —                                            | 75'                                          |
| 8                                            | 02-06-1986                                   | Ірапуато                                     | ЧС-1986 Група                                | Угорщина                                     | 6:0                                          | —                                            |                                              |
| 9                                            | 05-06-1986                                   | Леон                                         | ЧС-1986 Група                                | Франція                                      | 1:1                                          | —                                            | 58'                                          |
| 10                                           | 09 06-1986                                   | Ірапуато                                     | ЧС-1986 Група                                | Канада                                       | 2:0                                          | 74' (2:0)                                    | 61'                                          |
| 11                                           | 15-06-1986                                   | Леон                                         | ЧС-1986 1/8 фіналу                           | Бельгія                                      | 3:4 д. ч.                                    | —                                            | 72'                                          |
| 12                                           | 20-08-1986                                   | Гетеборг                                     | Товариський                                  | Швеція                                       | 0:0                                          | —                                            |                                              |
| 13                                           | 24-09-1986                                   | Рейк'явік                                    | Відбір ЧЄ-1988                               | Ісландія                                     | 1:1                                          | —                                            |                                              |
| 14                                           | 11-10-1986                                   | Париж                                        | Відбір ЧЄ-1988                               | Франція                                      | 2:0                                          | —                                            |                                              |
| 15                                           | 29-10-1986                                   | Сімферополь                                  | Відбір ЧЄ-1988                               | Норвегія                                     | 4:0                                          | —                                            | 20'                                          |
| 16                                           | 18-02-1987                                   | Свонсі                                       | Товариський                                  | Уельс                                        | 0:0                                          | —                                            | ЖК                                           |
| 17                                           | 29-04-1987                                   | Київ                                         | Відбір ЧЄ-1988                               | НДР                                          | 2:0                                          | 41' (1:0)                                    |                                              |
| 18                                           | 03-06-1987                                   | Осло                                         | Відбір ЧЄ-1988                               | Норвегія                                     | 1:0                                          | 16'                                          |                                              |
| 19                                           | 10-10-1987                                   | Берлін                                       | Відбір ЧЄ-1988                               | НДР                                          | 1:1                                          | —                                            | 60'                                          |
| 20                                           | 23-03-1988                                   | Афіни                                        | Товариський                                  | Греція                                       | 4:0                                          | —                                            | 63'                                          |
| 21                                           | 31-03-1988                                   | Західний Берлін                              | Товариський1                                 | Аргентина                                    | 4:2                                          | 14' (1:0)                                    |                                              |
| 22                                           | 02-04-1988                                   | Західний Берлін                              | Товариський1                                 | Угорщина                                     | 0:2                                          | —                                            |                                              |
| 23                                           | 27-04-1988                                   | Трнава                                       | Товариський                                  | Чехословаччина                               | 1:1                                          | —                                            | 75'                                          |
| 24                                           | 12-06-1988                                   | Кельн                                        | ЧС-1988 Група                                | Нідерланди                                   | 1:0                                          | —                                            | 90'                                          |
| 25                                           | 15-06-1988                                   | Ганновер                                     | ЧС-1988 Група                                | Ірландія                                     | 1:1                                          | —                                            | 72'                                          |
| 26                                           | 18-06-1988                                   | Франкфурт-на-Майні                           | ЧС-1988 Група                                | Англія                                       | 3:1                                          | —                                            | 86'                                          |
| 27                                           | 22-06-1988                                   | Штутгарт                                     | ЧС-1988 Півфінал                             | Італія                                       | 2:0                                          | —                                            |                                              |
| 28                                           | 25-06-1988                                   | Мюнхен                                       | ЧС-1988 Фінал                                | Нідерланди                                   | 0:2                                          | —                                            |                                              |
| 29                                           | 17-08-1988                                   | Турку                                        | Товариський                                  | Фінляндія                                    | 0:0                                          | —                                            |                                              |
| 30                                           | 31-08-1988                                   | Рейк'явік                                    | Відбір ЧС-1990                               | Ісландія                                     | 1:1                                          | —                                            |                                              |
| 31                                           | 19-10-1988                                   | Київ                                         | Відбір ЧС-1990                               | Австрія                                      | 2:0                                          | 68' (1:0)                                    |                                              |
| 32                                           | 22-03-1989                                   | Ейндговен                                    | Товариський                                  | Нідерланди                                   | 0:2                                          | —                                            |                                              |
| 33                                           | 26-04-1989                                   | Київ                                         | Відбір ЧС-1990                               | НДР                                          | 3:0                                          | —                                            |                                              |
| 34                                           | 10-05-1989                                   | Стамбул                                      | Відбір ЧС-1990                               | Угорщина                                     | 1:0                                          | —                                            |                                              |
| 35                                           | 31-05-1989                                   | Москва                                       | Відбір ЧС-1990                               | Ісландія                                     | 1:1                                          | —                                            |                                              |
| 36                                           | 06-09-1989                                   | Відень                                       | Відбір ЧС-1990                               | Австрія                                      | 0:0                                          | —                                            | 60'                                          |
| 37                                           | 08-10-1989                                   | Карл-Маркс-штадт                             | Відбір ЧС-1990                               | НДР                                          | 1:2                                          | —                                            |                                              |
| 38                                           | 15-11-1989                                   | Сімферополь                                  | Відбір ЧС-1990                               | Туреччина                                    | 2:0                                          | —                                            |                                              |
| 39                                           | 09-06-1990                                   | Барі                                         | ЧС-1990 Група                                | Румунія                                      | 0:2                                          | —                                            |                                              |
| 40                                           | 13-06-1990                                   | Неаполь                                      | ЧС-1990 Група                                | Аргентина                                    | 0:2                                          | —                                            |                                              |
| 41                                           | 18-06-1990                                   | Барі                                         | ЧС-1990 Група                                | Камерун                                      | 4:0                                          | 52' (3:0)                                    | 46'                                          |

  1 — Турнір чотирьох збірних в Західному Берліні.
| Турнір           | Матчі | Перемоги | Нічиї | Поразки | Голи |
| ---------------- | ----- | -------- | ----- | ------- | ---- |
| Товариські матчі | 12    | 3        | 4     | 5       | 1    |
| Чемпіонат Європи | 5     | 3        | 1     | 1       | 0    |
| Кваліфікація ЧЄ  | 6     | 4        | 2     | 0       | 2    |
| Чемпіонат світу  | 7     | 3        | 1     | 3       | 1    |
| Кваліфікація ЧС  | 11    | 7        | 3     | 1       | 5    |
| ВСЬОГО           | 41    | 20       | 11    | 10      | 6    |

### На чемпіонатах світу та Європи
У складі збірної був учасником:
- чемпіонату світу 1986 року в Мексиці, на якому збірна СРСР посіла 10-е місце (1/8 фіналу);
- чемпіонату Європи 1988 року у Західній Німеччині, здобувши «срібло»;
- чемпіонату світу 1990 року в Італії, на якому збірна Радянського Союзу посіла 17 місце (групова фаза).

| Рік  | Турнір           | Місце | Матчі | Перемоги | Нічиї | Поразки | Голи |
| ---- | ---------------- | ----- | ----- | -------- | ----- | ------- | ---- |
| 1986 | Чемпіонат світу  | 10    | 4     | 2        | 1     | 1       | 1    |
| 1988 | Чемпіонат Європи |       | 5     | 3        | 1     | 1       | 0    |
| 1990 | Чемпіонат світу  | 17    | 3     | 1        | 0     | 2       | 1    |

## Праця тренера
Франція була початком його тренерської діяльності. Але першим професіональним клубом для Заварова-тренера став швейцарський «Віль». Контрольний пакет акцій клубу саме викупили колишні футболісти Ігор Бєланов і Геннадій Перепаденко і запросили Олександра Заварова на посаду наставника. Через відсутність у нового керманича потрібної тренерської ліцензії Заваров почав керувати командою на посаді спортивного директора. Але команда посіла останнє 10 місце у найвищій лізі. Далі були короткотривалі періоди у казахському «Женісі» та харківському «Металісті». Від сезону 2005/06 року тренував «Арсенал» (Київ). Звільнений з цієї посади 28 січня 2010 року.
В 2012 році був запрошений у тренерський штаб збірної України з футболу на ігри відбору до Чемпіонату світу 2014 року з командами Молдови (нічия 0-0) та Чорногорії (програш 0-1). Потім уже як виконувач обов'язків головного тренера вивів команду на товариський матч зі збірною Болгарії, який Україна виграла з рахунком 1-0.

## Сім'я
Дружина — Ольга. Сини — Олександр та Валерій (на честь Лобановського).

## Виступав за команди
- «Зоря» (1977—1979, 1982)
- СКА (Ростов-на-Дону) (1980—1981)
- «Динамо» (1983—1988)
- «Ювентус» (1988—1990)
- «Нансі» (1990—1995)
- «Сен-Дізьє» (1995—1998)

## Титули та досягнення
- Чемпіон СРСР: 1985, 1986
- Віце-чемпіон Європи: 1988
- Кубок СРСР 1981, 1985, 1987
- Кубок Кубків: 1986
- Кубок УЄФА: 1990
- Кубок Італії: 1990
- Найкращий футболіст СРСР і України 1986
- учасник чемпіонатів світу з футболу 1986 та 1990
- у списку «33 найкращих» — 4 рази (усі 4 рази під номером 1)
- Член Клубу бомбардирів Олега Блохіна — 104 голи

### Державні нагороди
- Орден «За заслуги» II ст. (13 травня 2016) — за вагомі особисті заслуги у розвитку і популяризації вітчизняного футболу, піднесення міжнародного спортивного престижу України та з нагоди 30-річчя перемоги у фінальному матчі Кубка володарів кубків УЄФА, здобутої під керівництвом головного тренера футбольного клубу «„Динамо“ Київ», Героя України Лобановського Валерія Васильовича[2][3]